# Westerwaldkreis
Westerwaldkreis – powiat w  niemieckim kraju związkowym Nadrenia-Palatynat. Siedzibą powiatu jest miasto Montabaur.

## Podział administracyjny
Powiat Westerwald składa się z:
- dziesięciu gmin związkowych (Verbandsgemeinde)

Gminy związkowe:
| Lp. | Nazwa gminy związkowej      | Ludność (31.12.2010) | Powierzchnia km² | Liczba gmin |
| --- | --------------------------- | -------------------- | ---------------- | ----------- |
| 1   | Bad Marienberg (Westerwald) | 19.164               | 83,11            | 18          |
| 2   | Hachenburg                  | 23.978               | 173,62           | 33          |
| 3   | Höhr-Grenzhausen            | 13.458               | 35,86            | 4           |
| 4   | Montabaur                   | 38.336               | 151,08           | 25          |
| 5   | Ransbach-Baumbach           | 14.672               | 49,75            | 11          |
| 6   | Rennerod                    | 16.688               | 133,05           | 23          |
| 7   | Selters (Westerwald)        | 16.503               | 111,16           | 21          |
| 8   | Wallmerod                   | 14.658               | 82,94            | 21          |
| 9   | Westerburg                  | 22.647               | 111,50           | 24          |
| 10  | Wirges                      | 18.476               | 57,48            | 12          |

## Sąsiadujące powiaty
- powiat Altenkirchen
- powiat Neuwied
- powiat Mayen-Koblenz
- Koblencja
- powiat Rhein-Lahn

## Współpraca
Miejscowość partnerska powiatu:
- Steglitz-Zehlendorf, Berlin